# Charaxes analava
Charaxes analava är en fjärilsart som beskrevs av Ward 1872. Charaxes analava ingår i släktet Charaxes och familjen praktfjärilar. Inga underarter finns listade i Catalogue of Life.

## Bildgalleri

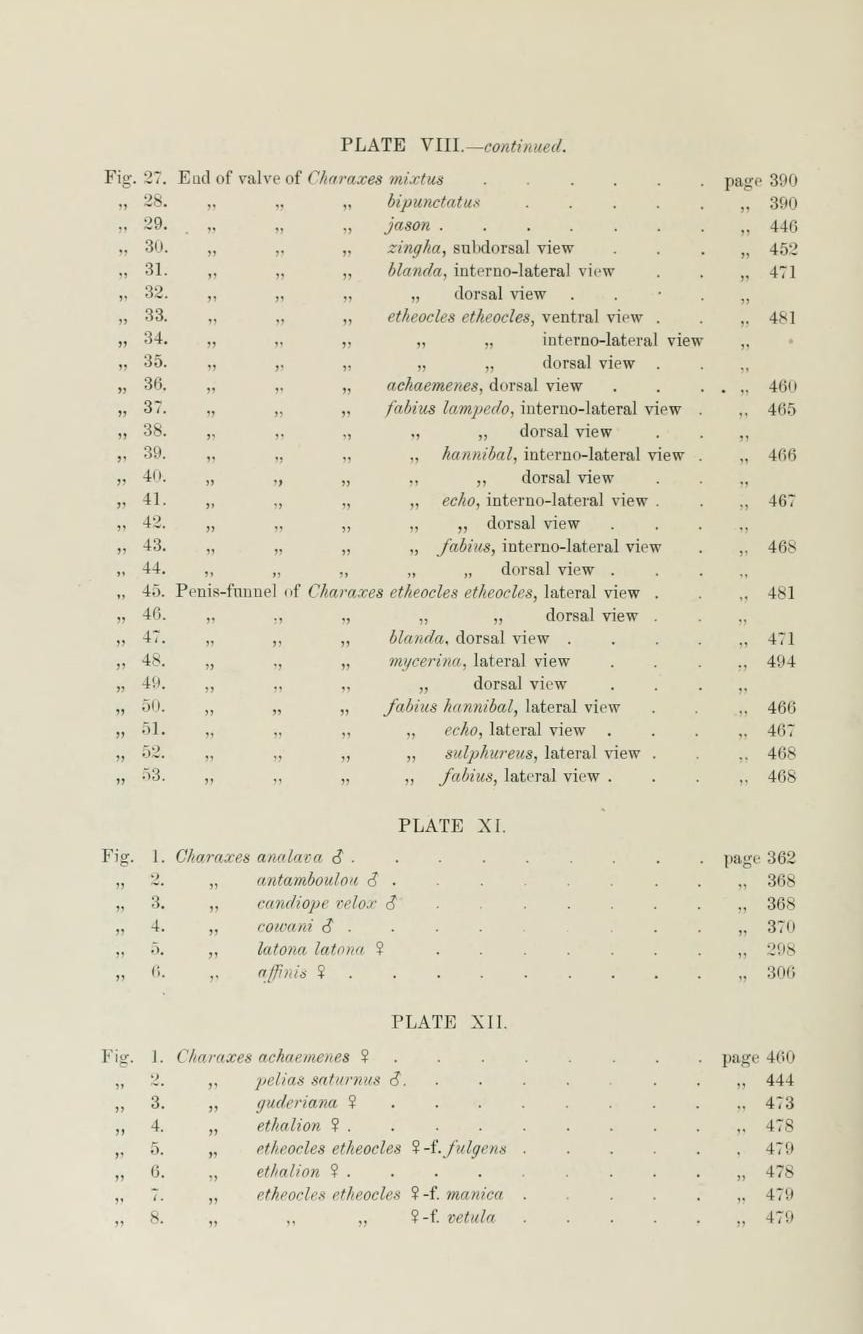